# Fame in the 20th Century
Fame in the 20th Century (doslovno: Slava u 20. vijeku) je britanska dokumentarna TV serija snimljena 1993. godine u produkciji Би-Би-Сиja na temelju teksta australijskog novinara Klajva Džejmsa koji je kasnije adaptiran u istoimenu knjigu. Predmet serije je bio koncept slave, odnosno razvitak fenomena poznate ličnosti za koga su zaslužni masovni mediji. Serija je bila podeljena u 8 jednosatnih epizoda od kojih je svaka pokrivala približno jednu deceniju 20. veka, od 1900-ih do 1980-ih.

## Spoljašnje veze
- Informacije o seriji: ftvdb.bfi.org.uk i www.nytimes.com
- Intervju Čarlija Rouza sa Klajvom Džejmsom o seriji na sajtu